# ووبنگتسه (استان ووتسکی)
ووبنگتسه (به لاتین: Łubnice) یک روستا در لهستان است که در گمینا ووبنگتسه (استان ووتسکی) واقع شده‌است. ووبنگتسه ۱٬۱۰۰ نفر جمعیت دارد.